# 卡默斯貝格山 (穆爾山脈)
卡默斯貝格山（德語：Kammersberg），是奧地利的山峰，位於該國東南部，由施泰爾馬克州負責管轄，屬於穆爾山脈的一部分，海拔高度1,114米，山體由片岩組成。